# Cry Me a River (Justin-Timberlake-Lied)
Cry Me a River (englisch etwa für „Heul doch“) ist ein Lied des US-amerikanischen Pop-Sängers Justin Timberlake. Der Song ist die zweite Singleauskopplung seines Debütalbums Justified und wurde am 11. November 2002 veröffentlicht.

## Inhalt
Cry Me a River handelt von einem Mann mit gebrochenem Herzen aufgrund einer vergangenen Beziehung. Justin Timberlake singt aus der Perspektive des lyrischen Ichs über die Liebe zu seiner Ex-Freundin, die alles für ihn bedeutet habe. Es war schockierend, als er herausfand, dass sie ihn mit jemand anderem betrogen hat, wodurch es keine gemeinsame Zukunft mehr geben könne. Er macht ihr Vorwürfe, dass sie nicht ehrlich war und ihn allein zurückgelassen hat. Jetzt ruft sie ihn an, doch es gebe kein Zurück mehr und nun sei für sie die Zeit zu weinen. Zahlreiche Hörer und Medien spekulierten, dass der Song einen autobiografischen Hintergrund hat und von Timberlakes 2002 beendeter Beziehung mit der Popsängerin Britney Spears handelt.

“You told me you loved me, why did you leave me all alone?

Now you tell me you need me when you call me on the phone

Girl, I refuse, you must have me confused with some other guy

The bridges were burned, now it’s your turn to cry

Cry me a river”

## Produktion
Der Song wurde von dem US-amerikanischen Musikproduzenten Timbaland produziert, der zusammen mit Justin Timberlake und Scott Storch auch als Autor fungierte. Die Instrumentation enthält Clavinettöne, Gitarren, Beatboxing, Synthesizer, Riffs und gregorianische Gesänge.

## Musikvideo
Bei dem zu Cry Me a River in Malibu, Kalifornien im Oktober 2002 gedrehten Musikvideo führte Francis Lawrence Regie. Es feierte am 25. November 2002 Premiere und verzeichnet auf YouTube über 470 Millionen Aufrufe (Stand Mai 2023). Zu Beginn verlässt eine blonde Frau, die vermeintlich Britney Spears darstellen soll, Hand in Hand mit einem Mann ihr luxuriöses Haus und fährt in einem Porsche 996 davon. Vor dem Anwesen warten Justin Timberlake und Timbaland in einem schwarzen Mercedes-Benz Baureihe 220 im Regen. Timberlake steigt aus dem Auto, wirft mit einem Stein ein Fenster des Hauses ein und betritt das Gebäude. Er läuft durch das Haus und nimmt schließlich eine Videokamera aus einer Schublade, während Timbaland im Auto einer jungen Frau auf der Rückbank das Zeichen gibt, ebenfalls ins Gebäude zu gehen. Drinnen zieht sie ihr Oberteil aus und küsst Justin Timberlake auf dem Bett im Schlafzimmer, während dieser die Szene filmt. Anschließend verlässt die Frau das Gebäude, während sich Timberlake versteckt, bis die blonde Frau vom Anfang zurückkehrt. Er folgt ihr unauffällig bis ins Bad und beobachtet sie beim Duschen, verschwindet jedoch rechtzeitig, als sie sich umdreht. Am Ende verlässt die Frau das Badezimmer und sieht auf ihrem Fernseher das Video, das Timberlake mit der anderen Frau im Schlafzimmer gedreht hat.
Bei den MTV Video Music Awards 2003 wurde Cry Me a River in den Kategorien Best Male Video und Best Pop Video ausgezeichnet und war zudem unter anderem als Video of the Year nominiert.

## Single

### Covergestaltung
Das Singlecover ist in grau-blauen Farbtönen gehalten und zeigt Justin Timberlake, der den Betrachter anblickt. Links unten im Bild befinden sich die weißen Schriftzüge Justin Timberlake und Cry Me a River.

### Titelliste
1. Cry Me a River – Album Version – 4:49
2. Cry Me a River – Dirty Vegas Vocal Mix – 8:11
3. Cry Me a River – Bill Hamel Vocal Remix – 7:43
4. Like I Love You – Basement Jaxx Vocal Mix – 6:04

### Chartplatzierungen
Cry Me a River stieg am 10. Februar 2003 auf Platz 13 in die deutschen Singlecharts ein und belegte in den folgenden Wochen die Ränge 21 und 18. Insgesamt konnte es sich zehn Wochen lang in den Top 100 halten. Top-10-Platzierungen gelangen unter anderem im Vereinigten Königreich, in Australien, den Vereinigten Staaten, Belgien, Frankreich, den Niederlanden, Schweden und Norwegen.
| ChartsChartplatzierungen       | Höchstplatzierung | Wochen |
| ------------------------------ | ----------------- | ------ |
| Deutschland (GfK)              | 13 (10 Wo.)       | 10     |
| Österreich (Ö3)                | 29 (10 Wo.)       | 10     |
| Schweiz (IFPI)                 | 20 (21 Wo.)       | 21     |
| Vereinigte Staaten (Billboard) | 3 (20 Wo.)        | 20     |
| Vereinigtes Königreich (OCC)   | 2 (18 Wo.)        | 18     |

| ChartsJahrescharts (2003)      | Platzierung |
| ------------------------------ | ----------- |
| Vereinigte Staaten (Billboard) | 30          |
| Vereinigtes Königreich (OCC)   | 24          |

### Auszeichnungen für Musikverkäufe
Cry Me a River erhielt im Jahr 2017 in Deutschland für mehr als 250.000 verkaufte Einheiten eine Goldene Schallplatte. Im Vereinigten Königreich wurde es 2023 für über 1,2 Millionen Verkäufe mit einer Doppelplatin-Schallplatte ausgezeichnet.

| Land/Region                  | Auszeichnungen für Musikverkäufe (Land/Region, Auszeichnung, Verkäufe) | Verkäufe  |
| ---------------------------- | ---------------------------------------------------------------------- | --------- |
| Australien (ARIA)            | 2× Platin                                                              | 140.000   |
| Brasilien (PMB)              | Platin                                                                 | 60.000    |
| Dänemark (IFPI)              | Platin                                                                 | 90.000    |
| Deutschland (BVMI)           | Gold                                                                   | 250.000   |
| Frankreich (SNEP)            | Silber                                                                 | 125.000   |
| Italien (FIMI)               | Gold                                                                   | 25.000    |
| Neuseeland (RMNZ)            | 2× Platin                                                              | 60.000    |
| Spanien (Promusicae)         | Gold                                                                   | 30.000    |
| Vereinigte Staaten (RIAA)    | —                                                                      | 1.200.000 |
| Vereinigtes Königreich (BPI) | 2× Platin                                                              | 1.200.000 |
| Insgesamt                    | 1× Silber · 3× Gold · 8× Platin ·                                      | 3.180.000 |

Hauptartikel: Justin Timberlake/Auszeichnungen für Musikverkäufe
Bei den Grammy Awards 2004 erhielt Cry Me a River den Preis in der Kategorie Best Male Pop Vocal Performance.